# サモ・フバット
サモ・フバット（Samo Hubad、1917年7月17日 - 2016年8月31日）は、オーストリア出身の指揮者。
オーストリア＝ハンガリー帝国領リュブリャナの出身。リュブリャナ音楽院でスラヴコ・オステルツに作曲、ダニロ・シュバラに指揮を学ぶ。またプラハでもヴァーツラフ・ターリヒの薫陶を受けた。1942年から1958年までリュブリャナの歌劇場で指揮をとったが、その間の1945年にスロヴェニア放送のビッグ・バンドに参加し、ボヤン・アダミックの下で作曲のレッスンも受けた。1955年から1957年までザグレブ・フィルハーモニー管弦楽団の首席指揮者を兼任した後、1959年から1964年までザグレブ歌劇場の首席客演指揮者として指揮台に上がった。1956年から1966年までスロヴェニア・フィルハーモニー管弦楽団の首席指揮者を歴任し、1960年から1980年までスロヴェニア放送交響楽団の首席指揮者を務めた。
スカルチナにて没。